# Провидіння

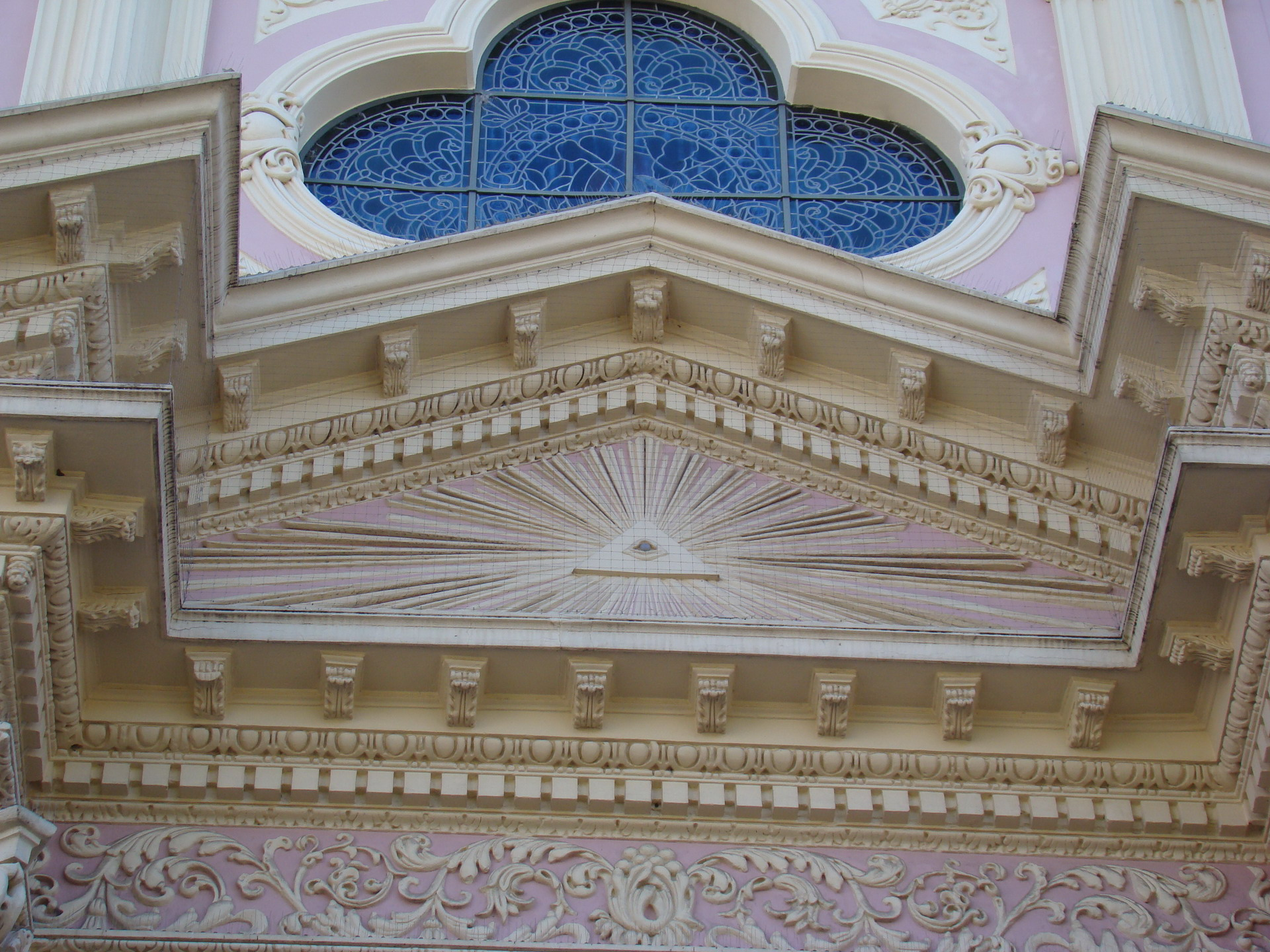
Всевидяще око

Провиді́ння — божественна діяльність у світовому житті, яка зберігає світ і керує його до предназначеної йому цілі буття. За визначенням митрополита Філарета (в «Просторому християнському катехізисі»), провидіння Боже це — «беззупинна дія всемогутності, премудрості і благості Божої, якою Бог зберігає буття і сили живих творінь, скеровує їх до благих цілей, співдопомагає всякому добру, а зло що виникає через віддалення від добра — перетинає або виправляє обертаючи його до добрих наслідків». Цими поняттями, не чужими, в основних рисах, всім релігіям, не вичерпується ідея провидіння повністю. Вона отримує свою завершеність в християнстві, що вказує на безконечну Божу любов, в оновленні людства викупленням і його возведенні до вищої моральної досконалості. Християнське вчення про провидіння детально розкрито в Св. Писанні та в священому переданні (див. єпископ Сільвестр, «Досвід догм. Богослов'я», т. III). Богослов'я усіх християнських сповідань містить в собі заперечення проти пантеїстів, матеріалістів, деїстів, теорії Лейбніца про предустановлену гармонію, звичайних життєвих вказівок на існування у світі зла, на панування пороку, на злодіяння окремих осіб, на страждання невинних, на фізичні бідування, що руйнують нормальну структуру природи, і т. д. На християнському вченні про провидіння базуються всі ті відносини, які називаються релігійними.

## Провидіння в мунізмі
У теології Церкви об'єднання, викладеній у «Божому Принципі», провидіння (або промисел) — це не просто Божа опіка над світом, а конкретна робота Бога з відновлення людства до його початкового, безгрішного стану. Цей процес називається провидінням відновлення. Згідно з цим вченням, Бог не міг залишити людство після гріхопадіння, тому що Він є Богом любові та Принципу. Його провидіння — це історія Божих зусиль, спрямованих на те, щоб відокремити людей від сатанинського впливу і повернути їх під Своє безпосереднє правління, створюючи Царство Небесне на землі.
Ключовою особливістю цього погляду є ідея спільної відповідальності між Богом і людиною. Божа воля щодо спасіння людства є абсолютною, однак її здійснення залежить від того, чи виконає людина свою частку відповідальності. Бог дає Своє Слово і обирає центральних осіб (таких як Адам, Ной, Авраам, Мойсей, Ісус) для виконання певних умов. Проте, ці особи, використовуючи свою свободу волі, можуть не виконати поставлене завдання.
Ця концепція пояснює, чому історія спасіння була такою довгою і складною. Коли обрана людина зазнавала невдачі, Божий план щодо неї скасовувався, а здійснення Його загальної волі відкладалося. Бог був змушений чекати, доки не буде закладено нову основу, і обирати іншу людину для продовження Свого провидіння. Таким чином, вся людська історія розглядається як Боже провидіння відновлення, що врешті-решт має завершитися повним відновленням Божого ідеалу.

## Джерело
- Промысел (Промысл) Божий. Матеріал з Енциклопедичного словника Брокгауза і Ефрона (1890—1907).